# Коптязино
Коптязино — деревня в городском округе Шаховская Московской области России.

## Население
| 1852 | 1859 | 1926 | 2002 | 2006 | 2010 |
| ---- | ---- | ---- | ---- | ---- | ---- |
| 270  | ↘217 | ↗226 | ↘20  | ↘18  | ↘7   |

## География
Расположена у границы с Волоколамским районом, примерно в 8 км к востоку от районного центра — посёлка городского типа Шаховская, на правом берегу реки Муравки, впадающей в Колпяну (бассейн Иваньковского водохранилища).
На территории зарегистрировано 4 садоводческих товарищества. Соседние населённые пункты — деревни Затесово и Зденежье. В деревню иногда заезжает автобус №41, следующий до райцентра.

## Исторические сведения
В 1769 году Коптязино — сельцо Рахова стана Волоколамского уезда Московской губернии со 128 душами, принадлежавшее князю Сергею Федоровичу Хованскому. К сельцу также относилось 456 десятин 453 сажени пашни, 37 десятин 70 саженей сенного покоса и 65 десятин 778 саженей леса.
В середине XIX века сельцо относилось к 1-му стану Волоколамского уезда и принадлежала Мещерскому, Козлову и Челищевой. В сельце было 36 дворов, крестьян 133 души мужского пола и 137 душ женского.
В «Списке населённых мест» 1862 года — владельческое сельцо 1-го стана Волоколамского уезда Московской губернии по левую сторону Московского тракта, шедшего от границы Зубцовского уезда на город Волоколамск, в 25 верстах от уездного города, при речке Муравле, с 23 дворами и 217 жителями (103 мужчины, 114 женщин).
В 1886 году — 33 двора, 211 жителей, а также школа для воспитанников Московского воспитательного дома.
По данным на 1890 год деревня входила в состав Бухоловской волости, число душ мужского пола составляло 67 человек.
В 1913 году — 33 двора.
По материалам Всесоюзной переписи населения 1926 года — центр Коптязинского сельсовета Судисловской волости Волоколамского уезда, проживало 226 человек (100 мужчин, 126 женщин), насчитывалось 44 крестьянских хозяйства.
С 1929 года — населённый пункт в составе Шаховского района Московской области.
1994—2006 гг. — деревня Белоколпского сельского округа Шаховского района.
2006—2015 гг. — деревня сельского поселения Раменское Шаховского района.
2015 — н. в. — деревня городского округа Шаховская Московской области.